# 로히케이토

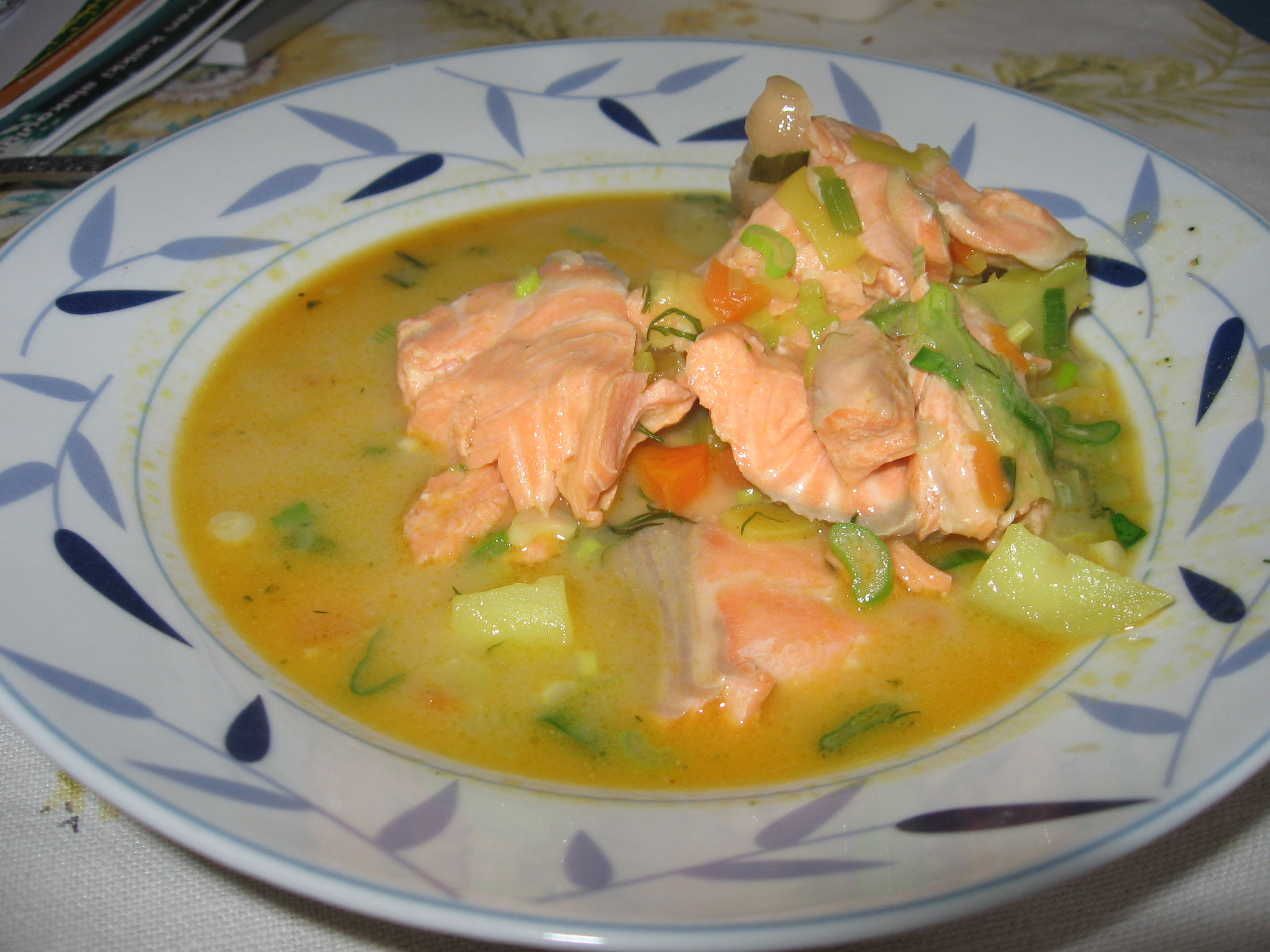
로히케이토

로히케이토(핀란드어: lohikeitto, 스웨덴어: laxsoppa)는 핀란드를 중심으로 한 노르딕 국가의 연어 수프로 연어 살코기와 삶은 감자, 리크, 딜을 넣으며 가끔 우유를 넣기도 한다.

## 같이 보기
- 핀란드 요리